# 松川町浅川
松川町浅川（まつかわまちあさかわ）は、福島県福島市の大字。郵便番号は960-1245。

## 地理
福島市南東部、松川地区北部、福島市街地の南部に位置する。南で松川町・松川町美郷、西で松川町関谷・金谷川、北で平石・清水町・蓬莱町・光が丘・田沢、東で立子山・松川町金沢と接する。金谷川小地区の中心地で、旧金谷川村役場が置かれていた区域である。東端は阿武隈峡の一部となっており、ここに阿武隈川が流れている。

### 河川
- 阿武隈川
  - 下浅川

### 字
- 赤沼
- 浅目
- 浅目後
- 浅目前
- 愛宕
- 醴
- 荒田
- 板取
- 市ノ沢
- 井戸上
- 入り
- 上ノ原
- 兎田
- 鶉峯
- 裏不動
- 狼久保
- 大古内
- 大松
- 尾北
- 表不動

- 織ノ沢
- 御荷ケ沢
- 鏡淵
- 柿木平
- 崖
- 笠松
- 金山
- 鹿野
- 蒲平
- 上赤沼
- 上幸道
- 上台
- 上中沢
- 上新田
- 上道高
- 神ノ前
- 神ノ脇
- 神前
- 観音社
- 川久保

- 川端
- 川向
- 北作
- 北峯
- 北向
- 狐窪
- 木戸前
- 椚林
- 古浅目
- 糀屋
- 麹屋前
- 梧桐内
- 小畑
- 小谷地田
- 幸道
- 坂下
- 桜岡
- 桜本
- 真田
- 沢頭

- 下台
- 下中沢
- 新田
- 地蔵岡
- 地蔵岡前
- 蛇窪
- 陳場
- 水晶沢
- 直道
- 菅生
- 清ノ内
- 堰場
- 瀬戸田
- 反畑
- 臺
- 台
- 台坂
- 台橋
- 高平
- 高森

- 宝器松
- 舘
- 団子山
- 辻
- 躑躅森
- 包崎
- 寺前
- 寺屋敷
- 東貝松
- 道坂
- 堂坂
- 堂前
- 床ノ窪
- 斗曽内
- 中沢前
- 中ノ坂
- 仲松
- 中屋敷
- 七尋石
- 波渡

- 波渡前
- 西赤沼
- 西窪
- 西向
- 念仏壇
- 畑ケ沢
- 花見堂
- 馬場
- 羽山岳
- 東大古内
- 平石
- 深草
- 深沢
- 藤ケ久保
- 仏明内
- 船橋
- 古川
- 古浅川
- 古浅川前
- 古寺

- 蛇森
- 弁天
- 箒松
- 細入
- 細町
- 前田
- 桝沢
- 桝山
- 町裏
- 町頭
- 町下
- 丸石
- 満仲内
- 三角
- 道下
- 見附山
- 南八幡
- 峯道
- 宮ノ前
- 宮本

- 向坂
- 谷地田
- 谷地中
- 柳作
- 柳沢
- 百合ケ窪
- 吉野
- 吉ノ口
- 吉ノ口下
- 六斗内
- 若宮
- 脇ノ久保

## 歴史

### 沿革
- 1889年（明治22年）4月1日 - 町村制施行により、信夫郡浅川（あさがわ）村・関谷村・金沢村が合併し、金谷川村が発足。旧浅川村域は金谷川村大字浅川となる。
- 1955年（昭和30年）3月20日 - 金谷川村が信夫郡松川町（旧）・水原村と合併し、新たに松川町（新）が発足。大字浅川は松川町大字浅川となる。
- 1966年（昭和41年）6月1日 - 松川町が福島市に編入され、大字浅川は福島市松川町浅川となる。
- 1972年（昭和47年） - 松川町浅川の一部が福島市蓬莱町の一部となる。
- 1988年（昭和63年） - 松川町浅川の一部（福島県立医科大学、及び周辺施設の敷地）が福島市光が丘となる。
- 1999年（平成11年） - 松川町浅川の一部（福島大学の敷地）が福島市金谷川の一部となる。

## 世帯数と人口
2017年（平成29年）6月30日現在の世帯数と人口は以下の通りである。
| 大字       | 世帯数  | 人口    |
| ---------- | ------- | ------- |
| 松川町浅川 | 761世帯 | 1,511人 |

## 交通

### 鉄道
地内をJR東北本線が通っているが、駅はない。

### バス
- 福島交通福島支社
  - まつかわ西幼稚園経由水原
    - （医大病院） - 寺屋敷 - （北原） - …… - （狼ヶ森）

  - 美郷経由松川線
    - （福島駅東口） - …… - （医大病院） - 寺屋敷 - （上明内） - …… - 古天神

  - 医大・立子山経由飯野町線
    - （福島駅東口） - …… - （医大病院） - 仏明内 - 古浅川 - （大貝入口） - …… - （飯野町）

  - 医大経由二本松線
    - （福島駅東口） - …… - （医科大学前） - 若宮 - 福島大学 - 金谷川 - 丸石 - 浅目 - （松川町） - …… - （若宮二丁目）

### 道路
- 東北自動車道
- 国道4号福島南バイパス
- 福島県道114号福島安達線（旧国道4号）
- 福島県道193号金谷川停車場線
- 福島県道307号福島飯野線
- 福島市道47号南町浅川線
- 福島市道48号清水町浅川線
- 福島市道49号金沢立子山線

## 施設
- 福島市消防本部福島南消防署
- 福島市立金谷川小学校
- 福島市立金谷川幼稚園
- 福島市南体育館
- 金谷川郵便局
- 東亜自動車学校

松川町浅川地内であった光が丘には福島県立医大および附属病院、金谷川には福島大学が設置されている。